# Baie Anapka
La baie Anapka (en russe : залив Анапка, zaliv Anapka) est une baie située au nord du golfe Karaguinski, à l'est de la péninsule du Kamtchatka, dans l'Extrême-Orient russe. Située sur la mer de Béring, elle est délimitée par la péninsule Ilpyr et la péninsule Ilpinski. Ouverte en direction du sud, elle s'enfonce sur 31 km à l'intérieur du continent. La largeur de l'entrée de la baie est de 35 km et sa profondeur atteint 26 m dans sa partie sud.
Plusieurs cours d'eau se jettent dans la baie, parmi lesquels : Mikkivayam, Igunavayam, Gnilaïa, Alhovayam, Kenarithilvayam et Laparelamvayam. Le village d'Ilpyrskoïe (ru) est situé sur la baie. Les côtes environnante sont abruptes et elles s'élèvent par endroits jusqu'à 29 m. Les rives ouest et nord de la baie sont marécageuses.